# Знак чистої води

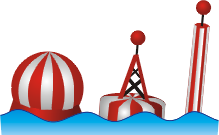
Форми знаків чистої води: кулястий і звичайний буї, віха

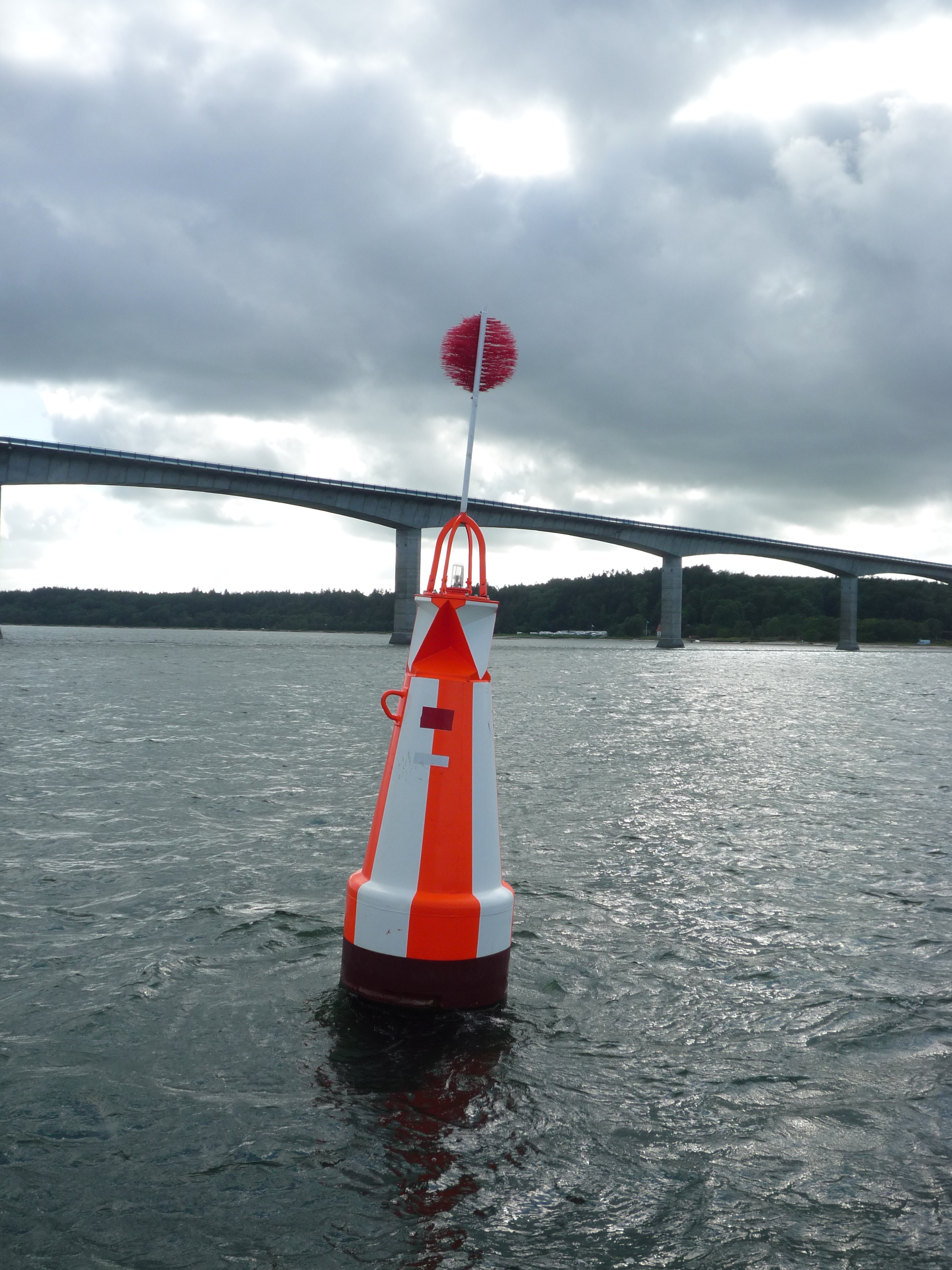
Знак чистої води в Лім-фіорді, Данія

Знак чистої води, також осьовий знак — згідно з визначенням Міжнародної асоціації маякових служб (МАМС) — навігаційний знак для позначення початку фарватеру (наприклад, вхід у гирло річки зі сторони моря), а також його осі. Як правило, цей знак означає, що попереду ходу судна починається відкритий, глибокий і безпечний водний простір, хоча іноді він також викорисовується для позначення початку і кінця позначеної буями ділянки фарватеру, а лінія цих знаків — для позначення безпечного проходу між мілинами. Для точного визначення використаного варіанта значення знака довідуються за морською навігаційною картою.
Знак може мати форму буя або віхи, несе забарвлення з червоних і білих вертикальних смуг і топову фігуру у вигляді червоної кулі. На знаку може встановлюватися білий проблисковий вогонь з кількома варіантами горіння: ізофазним (з рівними періодами світіння і затемнення), з коротким затемненням, з довгим спалахом (тривалістю не менш, ніж 2 секунди), з парами одного короткого і одного довгого спалахів (літера «А» абетки Морзе).